# Banco Pastor
 (février 2016).
Si vous disposez d'ouvrages ou d'articles de référence ou si vous connaissez des sites web de qualité traitant du thème abordé ici, merci de compléter l'article en donnant les références utiles à sa vérifiabilité et en les liant à la section « Notes et références ».
Banco Pastor est la deuxième plus vieille banque en Espagne (après Banco Etcheverría).
Elle a été fondée en 1776 par Jaime Dalmau Batista sous le nom de Jaime Dalmau y Cía (Jaime Dalmau et Cie), qui possédait une compagnie de transport maritime faisant le lien entre le port de La Corogne et plusieurs ports des États-Unis. Les émigrants galiciens envoyaient leur épargne en Galice grâce à la compagnie de transport maritime. C'est ce phénomène qui créa le besoin de gérer tout ce capital financier.
En 1819 José Pastor Taxonera est devenu un partenaire dans l'entreprise et allait peu de temps après obtenir le contrôle entier de l'entreprise. Il a acheté la banque en 1845 et a changé le nom de celle-ci en José Pastor. Au fil du temps, l'entreprise a été léguée de génération en génération et a vu son nom changer en Pastor Hermanos, José Pastor y Cía. et Sobrinos de José Pastor successivement jusqu'en 1925, année où la banque a reçu son nom actuel et est devenue une société anonyme. Pedro Barrié de la Maza a pris le contrôle complet de la banque en 1939 et en a fait un grand supporteur du réseau d'entreprises galiciennes. Au niveau national, elle a acquis des parts dans Astano, Renfe et Fenosa.
En 1971, après la mort de Barrié de la Maza, Carmela Arias y Díaz de Rábago, sa femme, est nommée présidente exécutive de la banque devenant par le fait même la première femme à avoir un pareil rôle en Espagne. En septembre 2001, José María Arias Mosquera lui a succédé.
Les activités principales de la banque sont les activités commerciales et corporatives, les activités bancaires par Internet et par téléphone ainsi que les marchés de la trésorerie et de capital. Selon les données de 2005, la banque employait 4 035 employés et possédait 555 agences en Espagne et trois à l'étranger. Elle a été acquise par Banco Popular en 2011.